# Antonello Branca
Antonello Branca (Roma, 15 maggio 1935 – 26 giugno 2002) è stato un regista italiano.

## Biografia
Figlio di genitori sardi emigrati a Roma, tempiese il padre, Orazio, sorsese la madre, Emilia Perno, nel 1979 si trasferisce a Trinità d'Agultu. È sepolto nel cimitero di questo paese.
A lui, nel luglio del 2002, è stata dedicata la mostra di incisioni originali di Francisco Goya “I disastri della guerra” organizzata a Trinità d'Agultu dal Comune. 
Il lavoro di regista di Antonello Branca si svolge prevalentemente all'estero. L'interesse per la storia degli Stati Uniti è uno dei fili conduttori della sua professione. A 24 anni è fotografo in Kenya, poi corrispondente da Londra per l'Agenzia Italia. Durante il soggiorno londinese realizza il suo primo documentario Un italiano guarda Londra (1961) e inizia anche la collaborazione con la Rai. Qualche tempo dopo avvia la collaborazione con TV7, il programma d'informazione più seguito della seconda rete da cui, però, nel 1963, viene allontanato per un periodo a causa del suo servizio sul disastro del Vajont che per primo denuncia le responsabilità umane del disastro, producendo così uno scandalo. Persino il direttore di TV7 verrà destituito.
Nel 1965, realizza un ritratto di Marcello Mastroianni in cui l'attore racconta se stesso insieme a quanti hanno lavorato con lui: Vasco Pratolini, Federico Fellini, Giulietta Masina, Valerio Zurlini, Pietro Germi, Luchino Visconti, Jeanne Moreau, Sophia Loren. In quegli anni inizia anche il rapporto con due grafici di Roma, Sergio Salaroli e Ferro Piludu, e con quest'ultimo condivide per circa 15 anni uno studio.
Nel 1966, insieme a Raffaele De Luca, fonda la "Filmaker Research Group". Sempre con De Luca in quegli anni dà il via ad un percorso di documentazione. Nel 1967 con What's Happening? raccontano l'America di Robert Rauschenberg, Roy Lichtenstein, Allen Ginsberg, Andy Warhol, Fred Mgubgub, Marie Benois, la Pop Art e la Beat Generation. 

### La trilogia californiana
All'epoca in cui Ronald Reagan governa lo Stato della California, lui filma la marcia dei poveri a Sacramento, le rivolte degli studenti nelle università di La Jolla e di Berkeley, le condizioni di marginalità nel ghetto nero di Los Angeles, il fenomeno degli immigrati messicani e l'ultimo comizio elettorale di Robert Kennedy. Con queste sequenze costruisce Il dissenso (1968), prima parte della trilogia californiana insieme a Los Angeles: una città in automobile e ll laboratorio del futuro.
Nel 1970 realizza Seize the Time, il cui titolo è ispirato ad una canzone di Elaine Brown: un film sulle Pantere Nere e una riflessione sul razzismo negli Stati Uniti. Tornato in Italia, partecipa alle lotte degli operai metalmeccanici di Mirafiori, in sciopero per il rinnovo del contratto. Nel 1974 inizia la collaborazione con lo scrittore sudamericano Manuel Scorza con cui scriverà la sceneggiatura del film Storia di Garabombo l'Invisibile, ma nonostante la disponibilità della produzione di Film Alpha di Mario Gallo, il progetto non viene realizzato. Tra il 1975 e il 1976 su invito del MPLA e in collaborazione con il DIP, Dipartimento Informazione e Propaganda, è in Angola per l'ampliamento della TV di Luanda. In questi anni lavora come giornalista presso la redazione esteri di Lotta Continua e l'inizio della collaborazione con Lisa Foa Giua.
Nel 1976 documenta i meccanismi di diffusione della droga a Milano, mettendo in luce la relazione tra eroina ed esclusione sociale, attraverso il racconto di Storia di Filomena e Antonio.
Nel 1977 realizza Cartoline da Napoli, un documentario che produce, in un'Italia che prova a nascondere gli enormi divari tra le classi sociali, un'opposizione da parte dell'onorevole Gava che si schiera contro il programma. Natalia Ginzburg commenta nell'inizio della sua recensione sul Corriere della Sera “le piaghe di Napoli: lavoro nero, minorile, cottimo alla caviglia (quando non è mai consentito staccarsi dalla macchina, come se l'operaio vi fosse incatenato), la polinevrite da collante….” mentre Cesare De Seta ha scritto su Paese Sera: “Un lavoro serio, capillare ed efficace per il freddo scrutare dell'obiettivo nelle miserie profonde della città.”
Tra il 1980 e il 1981 Antonello torna in America per raccontare la storia dell'emigrazione italiana negli Stati Uniti. Insieme a Peppino Ortoleva raccoglie e cataloga centinaia di storie, documenti e interviste. Il progetto si concretizza nella storia del banchiere Giannini e della sua azienda, con tre puntate del film Bank of America riguardanti le dinamiche, le contraddizioni, i costi sociali della nascita di un impero economico. Nel 1982 Antonello Branca fonda la Moby Dick Movies. Nel 1984 insieme a Sergio Ricci e Gilberto Tofano fonda Bonaventura & C. Il fumetto del Corriere dei Piccoli si trasforma e diventa cartone animato con sei cortometraggi d'animazione. Nel 1986 produce L'acqua tra cielo e terra insieme ai bambini della scuola elementare di Giove, piccolo paese dell'Umbria. 

### La trilogiaGuerra e tecnologia
Nel 1989 Antonello Branca inizia con Donatella Barazzetti una ricerca di quattro anni sul rapporto tra guerra e tecnologia, che li porterà ad esplorare gli archivi degli Stati Uniti, a raccogliere varie interviste e ad intraprendere una collaborazione con studiosi come David S. Landes, Nathan Rosemberg, e l'apporto degli scienziati che costruirono la bomba A, creando una trilogia, Guerra e tecnologia, che descrive e documenta la relazione tra gli apparati militari e lo sviluppo economico degli Usa dalla nascita dello Stato americano, alla fine del 1700, fino alla guerra del golfo del 1991.

## Filmografia parziale
- Aria di Londra - tre episodi (1962)
- La grande disputa (1963)
- Mastroianni. Un Casanova dei nostri tempi (1965)
- Giorgio Strehler (Il mestiere del teatro) (1966)
- What's Happening? (Che cosa sta succedendo?) (1967)
- California - serie di tre documentari (1968)
- La macchina del tempo (1969)
- Seize the Time (Afferra il tempo) (1970)
- Storia di Filomena e Antonio (1976)
- Cartoline da Napoli (1977)
- Ciro T. - Storia di un napoletano (1977)
- Banca e banchieri: Bank of America (1981)
- Guerra e tecnologia - serie TV di tre documentari (1992)
- La Grande Depressione. America 1929-1941 - serie TV di tre documentari (2000)